# Mayari
Mayari är månens gudinna i tagalogernas ursprungsreligion på Filippinerna. Hon är dotter till Bathala, gudarnas konung, och var stridens, krigets, revolutionens, jaktens, vapnens, skönhetens, styrkans, månens och nattens gudinna. Hon är känd som den vackraste guden i Bathalas hov.
Hon tillbads också av sambal- och kapampanganfolken. 